# Krommyon

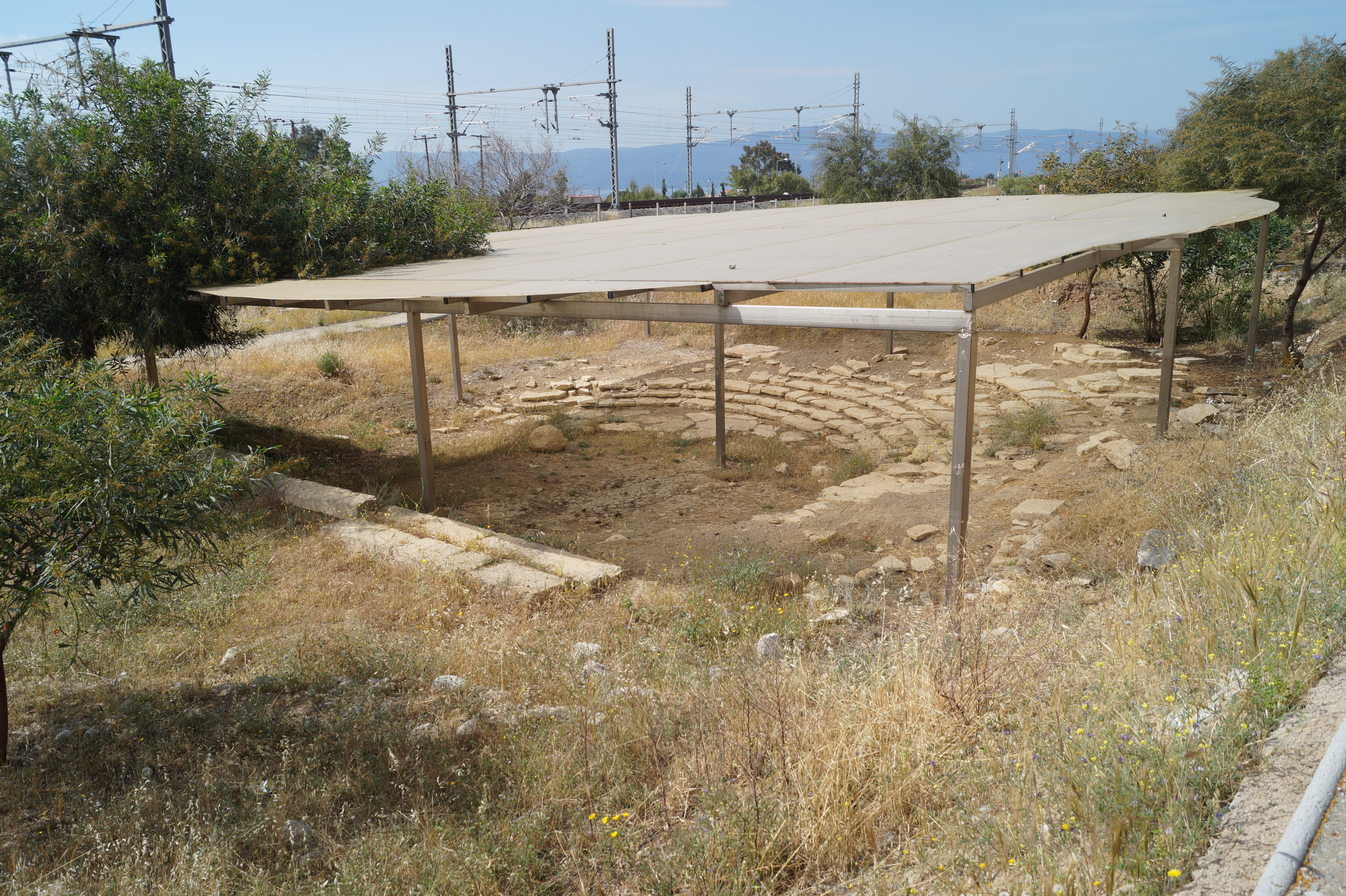
Theater von Krommyon

Krommyon (griechisch Κρομμυών) war ein Ort im antiken Griechenland östlich des Isthmos von Korinth am Saronischen Golf. Die Stadt soll nach dem mythischen Held Krommyon, Sohn des Poseidon, benannt sein. Der Name, der sich vom griechischen Wort für Zwiebel ableitet, deutet darauf hin, dass hier bereits in antiker Zeit Zwiebelanbau betrieben wurde. Hier erschlug der Sage nach Theseus die krommyonische Sau Phaia.
Das antike Krommyon wird bei dem heutigen Ort Agioi Theodoroi vermutet. Hier fand man zu beiden Seiten der Autobahn 8 antike Grundmauern. Die Funde reichen von der geometrischen bis byzantinischen Zeit. Ursprünglich gehörte Krommyon zu Megara. Im 6. Jahrhundert v. Chr. wurde es von Korinth erobert. 425 v. Chr. im Peloponnesischen Kriegs wurde die Stadt von Nikias verwüstet. 393 v. Chr. eroberte der spartanische Heerführer Praxitas während des Korinthischen Kriegs die Stadt und nutzte es als Truppenstützpunkt. Während der römischen und byzantinischen Zeit wurde der Ort näher zum Hafen von Krommyon verlegt. Im 6. Jahrhundert wird der Ort noch von Hierokles in seiner Städteliste geführt.
Das etwa 110 m lange und 30 m breite Ausgrabungsgelände liegt heute zwischen der Autobahn 8 und der neuen Eisenbahntrasse etwa 100 m westlich des Bahnhofs von Agioi Theodoroi. Hier fand man einen Friedhof aus geometrischer Zeit, ein spätarchaisches Theater und eine Töpferwerkstatt aus dem 4. bis 2. Jahrhundert v. Chr. Das kreisrunde Theater hat einen Durchmesser von etwa 13 m und 11 Sitzreihen. Der Innenraum war mit Steinen gepflastert und hatte einen Durchmesser von etwa 7,40 m. Es wird vermutet, dass das Theater als Volksversammlungsort (Bouleuterion) diente.